# Eimeria intestinalis
Eimeria intestinalis ist ein parasitischer Einzeller aus der Gruppe der Kokzidien. Er ist der am stärksten krankheitsauslösende Erreger der Kokzidiose der Kaninchen (Syn. Eimeriose). Der Parasit kommt weltweit vor und verursacht schwere wirtschaftliche Schäden in der Hauskaninchenhaltung.
Die Oozysten werden durch fäkal-orale Infektion vom Kaninchen aufgenommen. Sie sind 28 × 20 µm groß. Im Zwölffingerdarm werden daraus die Sporozoiten freigesetzt und dringen in die Darmwand ein. Auf bislang ungeklärtem Weg gelangen sie in das Epithel des Hüftdarms, wo sie drei ungeschlechtliche Fortpflanzungszyklen (Schizogonie) durchlaufen. In einem chinesischen Isolat mit etwas größeren Ooozysten finden nur zwei Schizogoniezyklen statt. Aus der letzten Merontengeneration differenzieren sich Makro- und  Mikrogamonten, die Ausgangspunkt der geschlechtlichen Fortpflanzung (Gamogonie) sind. Diese findet im Leer-, Hüft-, Blind- und vorderen Grimmdarm statt. Dabei entstehen wiederum Oozysten, welche mit dem Kot ausgeschieden werden.